# منتخب أندورا لكرة السلة
منتخب أندورا لكرة السلة هو ممثل أندورا الرسمي في المنافسات الدولية في كرة السلة. ينتمي إلى منطقة الاتحاد الأوروبي لكرة السلة. انضم إلى الاتحاد الدولي لكرة السلة في عام 1988.